# Firestar
Flama (Angélica "Angel" Jones) é uma personagem do universo Marvel. A super-heroína surgiu no desenho animado "Homem-Aranha e Seus Amigos". Firestar foi aproveitada posteriormente nos quadrinhos dos Novos Guerreiros. No Brasil recebeu o nome de Estrela de Fogo no desenho animado e Flama nos quadrinhos. Foi membro dos Novos Guerreiros, e dos Vingadores.

## Poderes e habilidades
Flama tem a habilidade de gerar e manipular a radiação das micro-ondas, que permite que gere calor intenso, chamas e possa voar.

## História
Angelica Jones quando criança descobriu que podia controlar o fogo e também emitir raios e ondas de calor. Inicialmente era uma aluna de Emma Frost na Academia de Massachussets. Foi criada por seu pai e seu avô e recrutada pela Rainha Branca do Clube do Inferno, para a nova equipe de mutantes: os Satânicos. Flama Nunca foi enviada em missões de campo com os outros membros, por não ter controle de seus poderes letais e porque a Rainha Branca desejava crueldade e ambição, o que não havia na personalidade de Flama - mas havia na personalidade dos outros Satânicos. A Rainha Branca manipulando Angélica, fez com que ela acreditasse que Emma era uma figura maternal, amável e boa, sem saber que o que ela queria de fato era uma assassina, uma guarda-costas potencialmente forte.

## Outras mídias
Em 2009 a personagem participou do videogame Marvel: Ultimate Alliance 2.